# Dridu, Ialomița
Dridu este satul de reședință al comunei cu același nume din județul Ialomița, Muntenia, România.

## Legături externe
Materiale media legate de Dridu la Wikimedia Commons